# Asthenie
Asthenie (von altgriechisch ἀσθένεια asthéneia, deutsch ‚Kraftlosigkeit‘, über ἀ- a-, deutsch ‚nicht‘ und σθένος sthénos, deutsch ‚Kraft‘) bezeichnet Schwäche oder Kraft- und Antriebslosigkeit. Meist ist das „Schwächegefühl“ ein Begleitsymptom anderer Erkrankungen, wie Infektionen oder eine Nebenwirkung von Medikamenten. Asthenie kann ein Symptom eines Mastzellaktivierungssyndroms (MCAS) sein. Sie kann auch mit dem Lebensstil, unzureichendem Schlaf oder mangelnder Bewegung zusammenhängen. 
Das Wort Schwächegefühl wird auch im übertragenen Sinn verwendet, etwa 1919 vom deutschen General Erich Ludendorff. Bezüglich der Kriegsfront 1917 in Lothringen meinte er: „Wir hatten dort immer ein gewisses Schwächegefühl.“ Im Brownianismus bezeichnete Asthenie eine zu geringe Erregung.